# ويليام جورج تومسون
ويليام جورج تومسون (بالإنجليزية: William George Thompson)‏ هو قاضي ومحامي وسياسي أمريكي، ولد في 17 يناير 1830 في الولايات المتحدة، وتوفي في 2 أبريل 1911. حزبياً، نشط في الحزب الجمهوري. وقد انتخب عضو مجلس ولاية آيوا وانتخب عضو مجلس نواب ولاية ايوا وانتخب عضو مجلس النواب الأمريكي.